# Егина
 Тази статия е за острова.  За за нимфата от гръцката митология на чието име е наречен според легендите вижте Егина (митология).  
Егина (гръцки: Αίγινα) е най-големият остров в Сароническия залив. Намира се на 16 мили или 27 километра от Атина. Според легендите името му идва от нимфата Егина, майката на Еак, която била похитена от Зевс и пренесена на този остров. Тук бил роден синът ѝ, който управлявал острова. Островът има формата на сърце. В древността тук са били изсечени първите сребърни монети, на които е била изобразена морска костенурка. Егина става първата столица на Гърция след освобождението ѝ от османска власт, като запазва този статут за две години.